# Darlina Joseph
Pour les articles homonymes, voir Joseph.
Darlina Joseph, née le 15 décembre 2003 à Pignon en Haïti, est une footballeuse internationale haïtienne, évoluant au poste d'attaquante au Toulouse FC.

## Biographie

### Carrière en club
Darlina Joseph naît le 15 décembre 2003 à Pignon et grandit au Cap-Haïtien loin de ses parents. Elle s'initie au football en jouant avec les garçons de son quartier, avant d'intégrer le Ranch de la Croix-des-Bouquets où elle commence sa formation. Puis elle joue au Don Bosco FC jusqu'en 2022. Alors qu'elle était annoncée en juin 2022 au FF Yzeure, elle rejoint finalement le club de deuxième division française du Grenoble Foot 38 en mars 2023, où elle inscrit cinq buts en six matchs disputés. En juillet 2023, elle devient une joueuse de l'Olympique de Marseille,.
Après deux saisons à l'OM où elle est sacrée championne de France de deuxième division 2024-2025, elle prolonge son contrat et est prêtée au Toulouse FC.

### En sélection
Elle fait partie de l'équipe d'Haïti disputant la Coupe du monde 2023, une première dans l'histoire de la sélection. Elle entre lors du temps additionnel contre l'Angleterre (défaite 0-1) lors du premier match de groupe.

### Statistiques détaillées
| Saison                | Club                   | Championnat           | Championnat | Championnat | Coupe(s) nationale(s) | Coupe(s) nationale(s) | Haïti | Haïti | Total | Total |
| Saison                | Club                   | Division              | M.          | B.          | M.                    | B.                    | M.    | B.    | M.    | B.    |
| 2022                  | Don Bosco FC           | Division 1            | -           | -           | -                     | -                     | 4     | 0     | 4     | 0     |
| 2023                  | Grenoble Foot 38       | Division 2            | 7           | 5           | -                     | -                     | 1     | 0     | 8     | 5     |
| 2023-2024             | Olympique de Marseille | Division 2            | 15          | 6           | 2                     | 3                     | 5     | 1     | 22    | 10    |
| 2024-2025             | Olympique de Marseille | Seconde Ligue         | 10          | 2           | 1                     | 0                     | 1     | 0     | 12    | 2     |
| Total sur la carrière | Total sur la carrière  | Total sur la carrière | 32          | 13          | 3                     | 3                     | 11    | 1     | 46    | 17    |

#### Matchs internationaux
Le tableau suivant liste les rencontres de l'équipe d'Haïti dans lesquelles Darlina Joseph a été sélectionnée depuis le 26 juin 2022 jusqu'à présent.